# 林巴日區
林巴日區是拉脫維亞北部的一個已废置的區份，西臨里加灣。面積2,580平方公里。人口38,012人。区府林巴日。下分5市15村。
拉脫維亞於2009年撤销了所有的区份，并改制为市镇。